# Onthophagus arnoldii
Onthophagus arnoldii là một loài bọ cánh cứng trong họ Bọ hung (Scarabaeidae).